# Nello Traquandi
Nello Traquandi (Firenze, 11 ottobre 1898 – Firenze, 9 febbraio 1968) è stato un politico e antifascista italiano.

## Biografia
Volontario nella prima guerra mondiale con ideali mazziniani, viene ferito gravemente in combattimento.
Compagno fraterno di Carlo e Nello Rosselli e di Ernesto Rossi è tra gli animatori del Circolo di cultura nato a Firenze sotto il magistero di Gaetano Salvemini come luogo di confronto e discussione; devastato dai fascisti alla fine del 1924, il Circolo viene chiuso su ordine del prefetto.

### L'Italia Libera
Impiegato delle ferrovie, è tra i fondatori  dell’Italia libera, un'associazione clandestina di ex combattenti antifascisti, nata a Firenze subito dopo il delitto Matteotti. Dai membri che ne componevano il direttivo, con la loro qualificazione politica, si può avere una definizione dell'orientamento dell'Italia Libera. I componenti erano: per l'Unione Democratica Italiana, l'avvocato Enrico Bocci, nel cui studio, nel 1924, si tenne la prima riunione di questa associazione ed Ernesto Rossi, professore di scuola secondaria; per il Partito Socialista Unitario il medico Dino Vannucci; per il Partito Repubblicano il ferroviere Raffaele Cristofani e Nello Traquandi.

### Il Non Mollare
Redattore del Non Mollare, giornale clandestino di opposizione al regime, che esce a Firenze nel 1925 a cura del gruppo salveminiano con i fratelli Rosselli, Piero Calamandrei, Ernesto Rossi, Enrico Bocci, Dino Vannucci. Traquandi, insieme a Rossi, cura i rapporti con le tipografie e organizza la rete capillare di distribuzione e i contatti.

### Giustizia e Libertà
Membro di spicco del movimento antifascista Giustizia e Libertà, fondato da Carlo Rosselli, di cui appartiene al comitato esecutivo. Per la sua attività clandestina viene arrestato nel 1930, come i principali dirigenti di GL, e condannato dal Tribunale speciale per la difesa dello Stato: tra carcere e confino sconta ben 13 anni di detenzione.

### L'OVRA e il Tribunale speciale per la difesa dello Stato
Fu arrestato dall'OVRA, la cui nascita, il 2 dicembre 1930, fu annunziata ufficialmente con un comunicato-stampa. In questo documento si dichiarava che l'OVRA aveva scoperto un'organizzazione clandestina che ordiva delitti contro il Regime e che, fra l'altro, era riuscita a procurarsi bombe incendiarie che avrebbero dovuto servire per attentati terroristici in occasione della ricorrenza annuale della marcia su Roma. Quindi seguiva un elenco delle persone arrestate, fra le quali Traquandi Nello di Francesco Traquandi fu condannato dal Tribunale speciale per la difesa dello Stato nel 1930.  . Nel 1934 e 1939 fu condannato al confino politico   che scontò a Ponza e Ventotene. Fu liberato dopo il 25 luglio 1943.

### La Resistenza e il dopoguerra
Tornato dal confino, entra immediatamente in attività nel Partito d'Azione, del quale fu un dirigente durante il periodo della Resistenza fiorentina curando l’organizzazione delle bande partigiane, il servizio documenti falsi per i ricercati e la rete del servizio informazioni collegata a Radio CoRa, la Commissione Radio, per la quale gli verrà poi riconosciuta la qualifica di partigiano combattente nella Divisione Giustizia e Libertà.
I nazifascisti, non riuscendo a catturarlo, per ritorsione gli uccidono brutalmente il fratello Fernando Traquandi il primo maggio del 1944.
Viene designato, dopo la liberazione di Firenze dell’11 agosto 1944, dal CTLN Comitato Toscano di Liberazione Nazionale a far parte della Giunta comunale della città di cui diviene Assessore all’annona con il Sindaco Gaetano Pieraccini (11 agosto 1944 – 10 novembre 1946).
Socio fondatore e segretario  del Circolo di Cultura politica intitolato ai “Fratelli Rosselli” a cui resta legato tutta la vita come organizzatore di molteplici attività. Qui collabora con  Maria Luigia Guaita e a Lea Valobra
Dopo lo scioglimento del Partito d’Azione fa parte del Movimento di unificazione socialista, della Lega italiana dei diritti dell'Uomo, del Movimento federalista europeo.

## Sepoltura
Nello Traquandi è sepolto nel cimitero monumentale di Trespiano a Firenze, nel Sacrario di Giustizia e Libertà posto subito a destra dell'ingresso, insieme ai fratelli Carlo e Nello Rosselli la cui lapide riporta il simbolo della "spada di fiamma", emblema di Giustizia e Libertà, e l'epitaffio scritto da Piero Calamandrei:
«GIUSTIZIA E LIBERTÀ
PER QUESTO MORIRONO
PER QUESTO VIVONO» 
Il medesimo Sacrario include le tombe di Gaetano Salvemini, Ernesto Rossi e Enrico Bocci in quello che è denominato il “Quadrato del Non Mollare”.

## I Fondi Nello Traquandi e Unità popolare

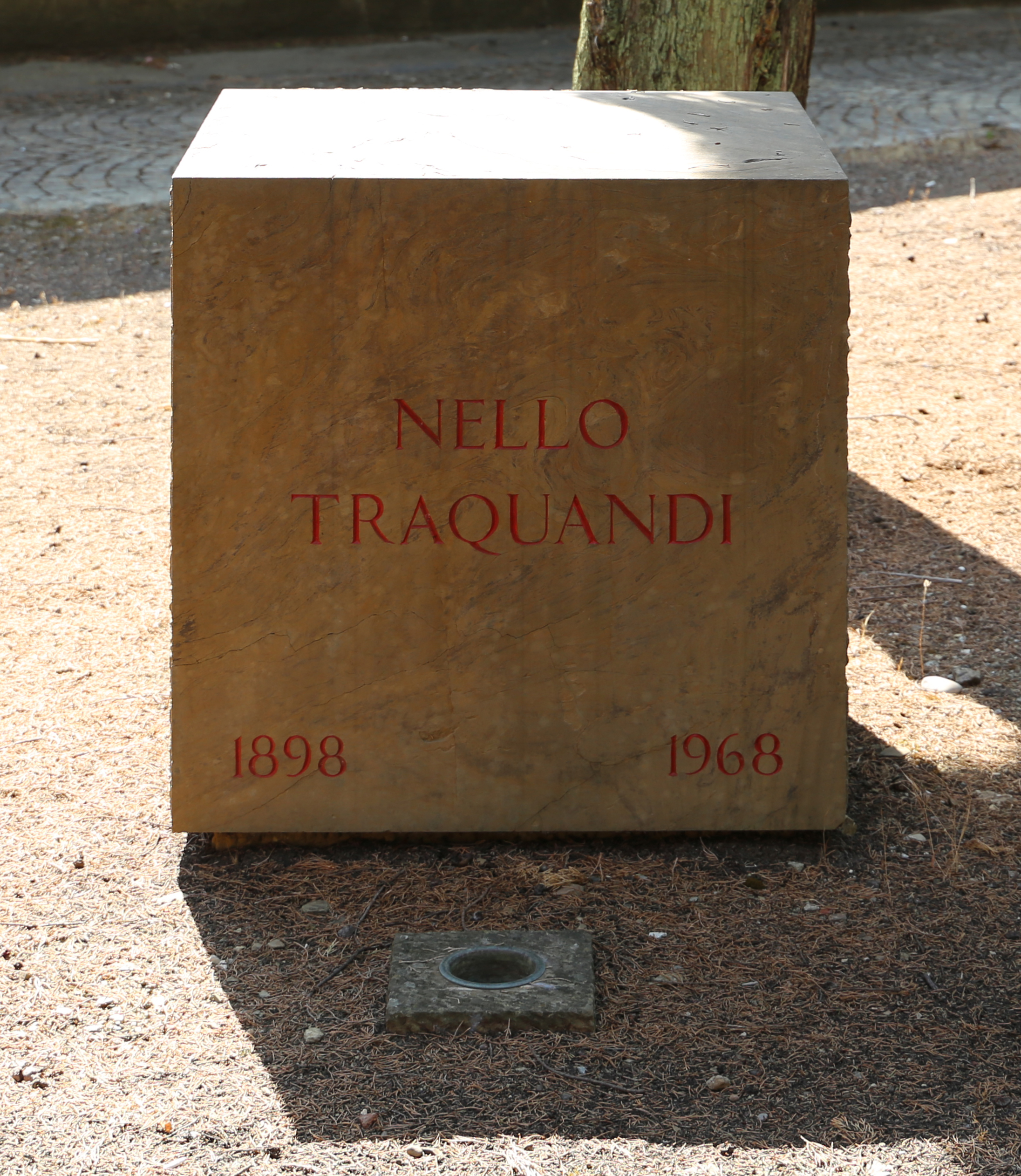
La tomba a Trespiano

Presso l'Istituto Storico della Resistenza in Toscana si trova il Fondo Nello Traquandi, composto da documenti personali, relazioni riguardanti la sua attività, raccolta di testi su scritti relativi alla storia del Partito d'Azione e a quella di Giustizia e Libertà, una raccolta di fotografie dei funerali di Carlo e Nello Rosselli e cimeli del Partito d'Azione.
Nel suo Fondo anche il celebre Vassoio di Ventotene, dipinto al confino da Ernesto Rossi, che ritrae scene di vita di confinati tra cui Traquandi.
Nello Traquandi fu uno dei firmatari, insieme al segretario politico Giuseppe Candio, a Carlo Francovich, Cesare Grassi, Umberto Olobardi e Franco Ravà, della circolare della federazione socialista autonoma democratica di Firenze del 24 dicembre 1952, conservata nel Fondo Unità Popolare presso l'Istituto Storico della Resistenza in Toscana.